# Merv Harris
Merv Harris (11 giugno 1923 – ...) è stato un cestista e allenatore di pallacanestro australiano.

## Carriera
Da allenatore ha guidato l'Australia ai Campionati mondiali del 1971.